# Rajna
Rajna Kirilova Terzijska (Bulgaars: Ражна Кирилова Терзийска) (Sandanski, 30 september 1981), beter bekend als Rajna (Bulgaars: Райна), is een Bulgaarse popzangeres. 

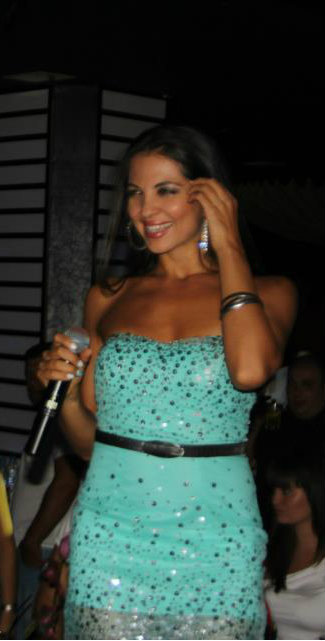

## Biografie
Rajna Kirilova Terzijska werd op 30 september 1981 in de stad Sandanski in het zuidwesten van Bulgarije geboren. Haar naam werd gekozen door Baba Vanga.

## Discografie

### Albums
- 2002 "Gasne plamak" (Bulgaars: "Гасне пламък")
- 2003 "Majko, edna si na sveta" (Bulgaars: "Майко, една си на света")
- 2003 "Agresija" (Bulgaars: "Агресия")
- 2004 "Dobra novina" (Bulgaars: "Добра новина")
- 2005 "Ljoebov po skalata na Richter" (Bulgaars: "Любов по скалата на Рихтер")
- 2007 "Rajna" (Bulgaars: "Райна")
- 2007 "Majko, edna si na sveta" (Bulgaars: "Майко, една си на света")
- 2008 "Kakto droega nikoja" (Bulgaars: "Както друга никоя")
- 2011 "Makedonsko devojtsje" (Bulgaars: "Македонско девойче")
- 2012 "Vatre e men" (Bulgaars: "Вътре в мен")
- 2013 "Gouden hits van Payner 17 - Raina" (Bulgaars: "Златните хитове на "Пайнер" 17 - Райна")
- 2014 "Choebava si, moja goro" (Bulgaars: "Хубава си, моя горо")
- 2018 "Tezjko mina mladostta" (Bulgaars: "Тежко мина младостта")
- 2019 "Edna na milion" (Bulgaars: "Една на милион")
- 2020 "Bulgarijo, edna" (Bulgaars: "Българийо, една")[1]